# Leptogaster ludens
Leptogaster ludens là một loài ruồi trong họ Asilidae. Leptogaster ludens được Curran miêu tả năm 1927. Loài này phân bố ở vùng nhiệt đới châu Phi.